# Carex montis-eeka
Espèce
Classification phylogénétique
Carex montis-eeka est une espèce des plantes du genre Carex et de la famille des Cyperaceae.